# ملتحمات الفك
ملتحمات الفك (الاسم العلمي: Syngnatha) هي دون رتبة من الأسماك تتبع رتيبة ملتحمات الفك وأشباهها من رتبة زماريات البحر.

## التصنيف
- زمارات البحر وأشباهها
  - زمارات البحر
    - أفراس البحر
      - فرس البحر